# ニトロ+ロワイヤル -ヒロインズデュエル-
『ニトロ+ロワイヤル -ヒロインズデュエル-』は、ニトロプラスから発売された全年齢向けWindows用格闘ゲームソフト。

## 概要
本作以前にまで出されたニトロプラスの作品で登場したヒロインを、対戦型格闘ゲームのプレイヤーキャラクターとして設定しており、各キャラクターの設定および作品に基づいた攻撃が可能である。また、ニトロプラスのスタッフが携わった『Fate/Zero』からセイバーが参戦している。
ストーリーは、各作品のヒロインが別の作品の世界へ飛ばされ、元の世界に返る方法として別作品のヒロインと戦い勝ち残るというものである。
2008年には、本作を軸として業務用にリニューアルした対戦型格闘ゲーム『ニトロプラス格闘ゲーム（仮）』をマイルストーンが開発しており、2009年にリリース予定と発表されたが、2014年にはニトロプラスとエクサムのタッグにより、同作品を再構築した『ニトロプラス ブラスターズ -ヒロインズ インフィニット デュエル-』を2015年にリリース開始と発表された。

## プレイキャラクター
各プレイキャラクターの詳細はそれぞれの作品の登場人物の欄を参照
アイン
声 - 南央美
流派：暗殺者 / 武具：コルトバイソン他 / 位格：ファントム
『Phantom -PHANTOM OF INFERNO-』からの参戦。

モーラ
声 - 山菱白花
流派：吸血殲鬼 / 武具：杭打ちスレッジハンマー / 位格：ダンビール
『吸血殲鬼ヴェドゴニア』からの参戦。

瑞麗（ルイリー）
声 - 田村ゆかり
流派：内家戴天流兄樣使役術 / 武具：孔濤羅 / 位格：量子化魂魄
『鬼哭街』からの参戦。

愛原 奈都美（あいばら なつみ）
声 - 榊原ゆい
流派：りゅうは......やっぱりやっぱり神龍とか憧れちゃうかもぉ！ / 武具：むくー！キューちゃんはお友達なんだからねっ！ / 位格：が、がおー...って、威嚇じゃない！？あわ、あわわっ！
『"Hello, world."』からの参戦。

アル・アジフ
声 - 神田理江
流派：ネクロノミコン原本 / 武具：デモンベイン / 位格：外道法典
『斬魔大聖デモンベイン』からの参戦。

沙耶（さや）
声 - 川村みどり
流派：正気度ロール1d3/1d20 / 武具：逆転写酵素 / 位格：小型の奉仕種族
『沙耶の唄』からの参戦。

アンリ
声 - 佐伯亜美
流派：天使 / 武具：モーゼルM712 / 位格：一本鎖RNA
『天使ノ二挺拳銃』からの参戦。

イグニス
声 - 三咲里奈
流派：神外の民 / 武具：黒刀「杭撃ち」 / 称号：最も気高き刃
『塵骸魔京』からの参戦。

石馬 戒厳（いしま かいげん）
声 - 北都南
流派：陸軍戸山流 / 武具：孫六兼元 / 位格：帝国軍少將‧内閣総理大臣
『刃鳴散らす』からの参戦。

アンナ
声 - 雅姫乃
流派：鳥兜 / 武具：銀杭 / 位格：第一銀貨・紫水晶
『月光のカルネヴァーレ』からの参戦。

アナザーブラッド
声 - 神田理江
流派：ネクロノミコン血液言語版 / 武具：血液 / 位格：グリュ=ヴォ512傑が1人（最も格下）
『機神飛翔デモンベイン』の参戦。隠しキャラ。

セイバー
声 - 川澄綾子
流派：円卓剣法：ラウンド・オブ・カタフラクティ、食卓礼法：赤龍大偏食 / 武具：AUE（アドバンスト☆ユナイデッドエクスカリバー） / 位格：突撃甲冑少女王
『Fate/Zero』からの参戦。隠しキャラ。

ドラゴン
声 - 一色ヒカル
流派：ホワイト・ドラゴン / 武具：竜闘気（ドラゴニック・オーラ） / 位格：光を紡ぐ機織りにして光を翔ける銀翼、貴き白の竜姫
『竜†恋（Dra+KoI）』からの参戦。『竜†恋（Dra+KoI）』のドラマCD『ぎんいろアクマときんいろオバケ』に同梱されている『「ドラゴン」追加アペンドディスク』で使用可能になる。

## 参戦作品
- Phantom -PHANTOM OF INFERNO-
- 吸血殲鬼ヴェドゴニア
- 鬼哭街
- "Hello, world."
- 斬魔大聖デモンベイン
- 沙耶の唄
- 天使ノ二挺拳銃
- 塵骸魔京
- 刃鳴散らす
- 月光のカルネヴァーレ
- 機神飛翔デモンベイン
- Fate/Zero
- 竜†恋（Dra+KoI）